# Igreja de São Francisco (Vila Franca do Campo)

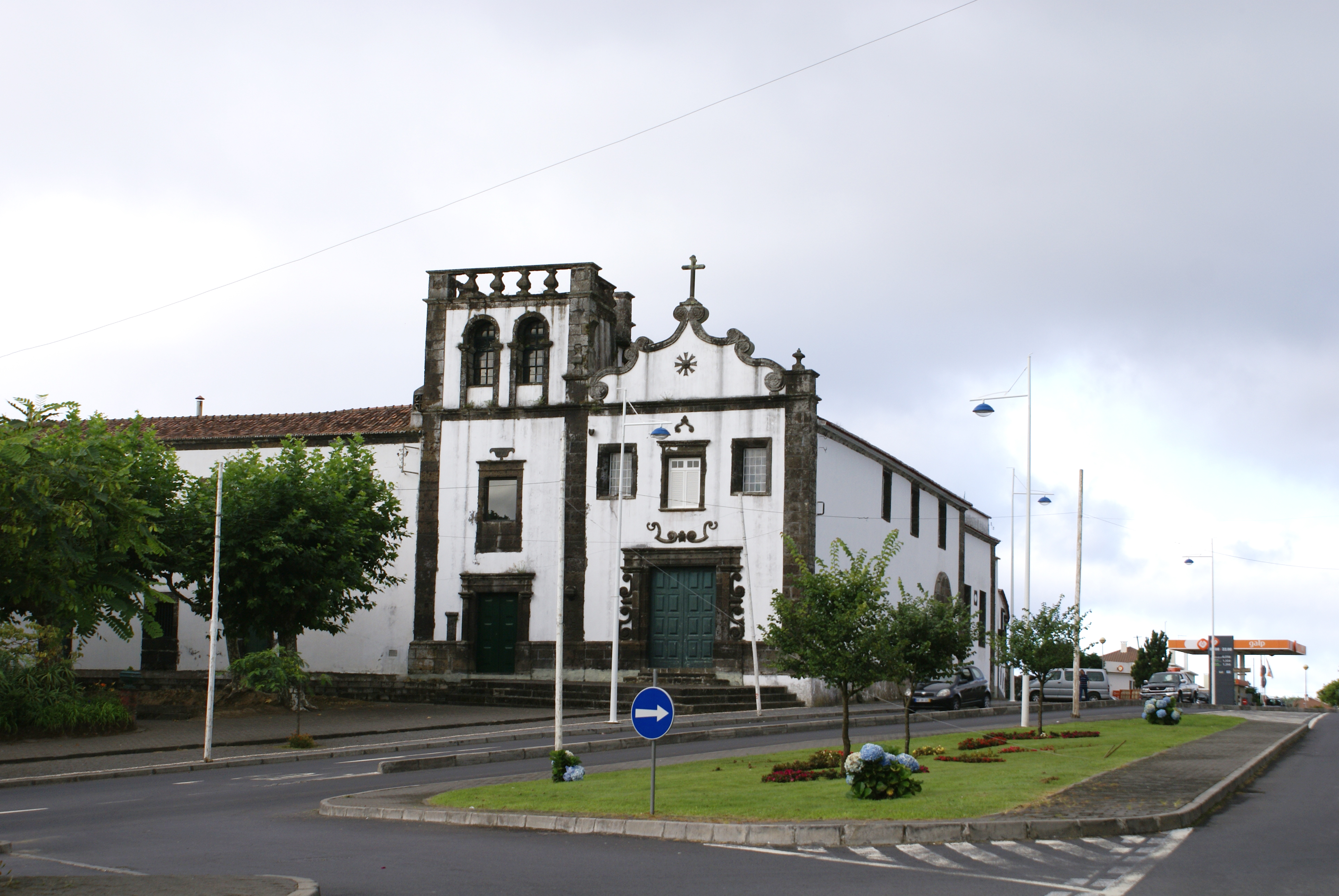
Igreja do Convento de São Francisco, Vila Franca do Campo.

A Igreja de São Francisco localiza-se na Vila e concelho de Vila Franca do Campo, na ilha de São Miguel, Região Autónoma dos Açores, em Portugal. Constitui-se em um templo anexo a um Convento da Ordem dos Frades Menores, hoje convertido em unidade hoteleira.

## História
A edificação da igreja, bem como do respectivo convento, é posterior ao terramoto de Vila Franca do Campo de 1522, uma vez que o primitivo convento de franciscanos em Vila Franca situava-se junto ao monte da Senhora da Paz e foi soterrado pelo deslizamento de terras que então ocorreu.
A determinação para a edificação deste novo convento data de 5 de Julho de 1524, e foi assinada em Évora por João III de Portugal.
As obras são referidas na obra de frei Agostinho de Monte Alverne, que informa que a igreja é formosa, tendo sido principiadas no ano de 1525, acrescentando que junto do respectivo convento, não tão bem situado como o anterior, havia um magnífico laranjal. A traça da igreja, de acordo com Gaspar Frutuoso, deve-se a frei Afonso de Toledo, o mesmo que previu o terramoto de 1522.
A igreja é dedicada a Nossa Senhora do Rosário e os padres do seu convento tinham o exclusivo do púlpito da Igreja Matriz de Vila Franca.
Francisco Afonso de Chaves e Melo, em 1723 registou que havia no convento 30 frades, todos dedicados ao ensino. De facto, o grande centro de ensino em que se constituiu o Convento dos Frades de São Francisco, atraía estudantes de toda a ilha e até da vizinha ilha de Santa Maria, o que valeu a Vila Franca do Campo ser conhecida como "a Coimbra Micaelense".
Em 1832 os frades foram expulsos e o Convento colocado em hasta pública, tendo sido adquirido pelo visconde da Praia que, posteriormente o vendeu a Simplício Gago da Câmara, por escritura de 17 de Julho de 1839, lavrada no tabelião Borralho de Ponta Delgada.
Atualmente encontra-se bem conservada, graças à dedicação dos seus actuais proprietários.